# Guardiola de Berguedà
Guardiola de Berguedà är en kommun i Spanien.   Den ligger i provinsen Província de Barcelona och regionen Katalonien, i den nordöstra delen av landet, 500 km öster om huvudstaden Madrid. Antalet invånare är 998. Arean är 62 kvadratkilometer. Guardiola de Berguedà gränsar till Bagà, Castellar de n'Hug, La Pobla de Lillet, Sant Julià de Cerdanyola, La Nou de Berguedà, Cercs, Vallcebre, Gisclareny, Bellver de Cerdanya, Riu de Cerdanya och Urús. 
Terrängen i Guardiola de Berguedà är varierad.